# Cigarettes, Women and Wine
«Cigarettes, Women and Wine» es una canción interpretada por el grupo británico Chicory Tip. Fue publicada el 20 de julio de 1973 a través de CBS Records.
La BBC prohibió la canción por temor a llevar a los adolescentes a malos hábitos.

## Recepción de la crítica
El crítico de Louder Than War, Ian Canty, describe «Cigarettes, Women and Wine» como “probablemente su mejor sencillo”.

## Rendimiento comercial
«Cigarettes, Women and Wine» se lanzó como sencillo el 20 de julio de 1973 a través de CBS Records. La canción no logró posicionarse en las listas de sencillos del Reino Unido y de Estados Unidos, pero se convirtió en un éxito comercial en Noruega, dónde alcanzó el puesto #8. El sencillo recibió una gran difusión en Radio Luxembourg.

## Posicionamiento
| Gráfica (1973)     | Pico de posición |
| ------------------ | ---------------- |
| Noruega (VG-lista) | 8                |